# Wyssogota

Wyssogota

Wyssogota II

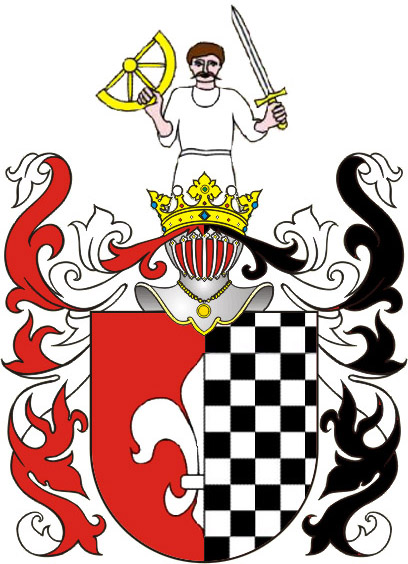
Herb Wyssogota

Wyssogota, Wyskota, Wyszogota, Wyszkota – polski herb szlachecki.

## Opis herbu
W słup, pole prawe szachowane srebrno-czarne, w polu lewym, czerwonym poługozdawa srebrna.
Klejnot - pół męża z wąsami, trzymającego w prawicy miecz, w lewicy pół koła.
Labry srebrne, prawe podbite czerwienią, lewe podbite czernią.
W zapiskach występują sprzeczne informacje dotyczące barw, kolejności figur na tarczy i klejnotów w koronie: według Kulikowskiego herb ten jest opisany jako dzielony w słup, pole prawe czerwone połulilia (poługozdawa) srebrna, w polu lewym szachownica czarno-srebrna; klejnot - pół męża w szacie srebrnej, trzymający w prawicy pół koła (wozowego), w lewicy miecz.

## Najwcześniejsze wzmianki
- 1362 r. - pieczęć Domasława, plebana z Nieparta
- 1376 r. - pieczęć Sobiesława, opata klasztoru lubińskiego
- 1382 r. - pieczęć Tomisława z Wyszkot
- 1411 r. - zapiska sądowa[4]

## Herbowni
Bendorski, Będorski, Brenert, Dzieciartowski, Goliński, Kawiecki, Poduchowski, Wyskota, Wyszkota, Zakrzewski 
Lista sporządzona została na podstawie wiarygodnych źródeł, zwłaszcza klasycznych i współczesnych herbarzy. Należy jednak zwrócić uwagę na częste zjawisko przypisywania rodom szlacheckim niewłaściwych herbów, szczególnie nasilone w czasie legitymacji szlachectwa przed zaborczymi heroldiami, co zostało następnie utrwalone w wydawanych kolejno herbarzach. Identyczność nazwiska nie musi oznaczać przynależności do danego rodu herbowego. Przynależność taką mogą bezspornie ustalić wyłącznie badania genealogiczne.

### Znani herbowni
- Ignacy Wyssogota Zakrzewski - (1745–1802), polityk, prezydent Warszawy, chorąży poznański, stolnik poznański, podczaszy poznański, poseł na Sejm Czteroletni
- Ignacy Zakrzewski - (1823-1889), historyk i heraldyk
- Eulogiusz Wyssogota-Zakrzewski - (1806-1884), historyk, powstaniec styczniowy, powstaniec listopadowy, powstaniec wielkopolski
- Stanisław Wyskota Zakrzewski (1902-1986), pułkownik
- Władysław Zakrzewski (1894-1981), podpułkownik